# Takeshi Terada
Takeshi Terada (寺田 武史 Terada Takeshi?, nacido el 21 de marzo de 1980 en Ibaraki) es un exfutbolista japonés. Jugaba de defensa y su único club fue el Thespa Kusatsu de Japón.

## Trayectoria

### Clubes
| Club           | País  | Año         |
| -------------- | ----- | ----------- |
| Thespa Kusatsu | Japón | 2002 - 2009 |